# داریو زاراته
داریو زاراته (انگلیسی: Darío Zárate؛ زادهٔ ۲۲ مهٔ ۱۹۷۹) بازیکن فوتبال اهل آرژانتین است.